# Zibido San Giacomo
Zibido San Giacomo ist eine Gemeinde mit 6709 Einwohnern (Stand 31. Dezember 2023) in der Metropolitanstadt Mailand, Region Lombardei.
Die Nachbarorte von Zibido San Giacomo sind Trezzano sul Naviglio, Buccinasco, Gaggiano, Assago, Rozzano, Noviglio, Basiglio, Lacchiarella und Binasco.

## Persönlichkeiten
- Italo Astolfi (1917–2004), Bahnradsportler

## Demografie
Zibido San Giacomo zählt 2132 Privathaushalte. Zwischen 1991 und 2001 stieg die Einwohnerzahl von 3947 auf 5415. Dies entspricht einer prozentualen Zunahme von 37,2 %.